# 1920. évi nyári olimpiai játékok
Az 1920. évi nyári olimpiai játékokat, hivatalos nevén a VII. nyári olimpiai játékokat 1920. április 20. és szeptember 12. között rendezték meg a belgiumi Antwerpenben.
Az ünnepélyes megnyitó csak augusztus 14-én történt az antwerpeni olimpiai stadionban. Új hagyományt teremtve itt hangzott el az első sportolói eskü, és ugyancsak először húzták fel az olimpiai zászlót, amely az öt földrész fiataljainak összefogását szimbolizálja. A rendezésre Budapest is pályázott, a világháborút megelőző előzetes szavazáson még élen is végzett, a háború után azonban már nem volt esélye, Magyarország és az első világháború többi vesztese nem is indulhatott az olimpián. A részt vevő 29 nemzet között már jelen voltak a háború utáni Európa új államai: Csehszlovákia, Észtország és a Szerb–Horvát–Szlovén Királyság.

## Előzmények
A VI. olimpiai játékok Berlinben lettek volna megtartva, de a világháború közbeszólt. Pierre de Coubertin minden elkövetett azért, hogy az olimpiai mozgalmat megóvja a békétlenségektől. Javaslatára a Nemzetközi Olimpiai Bizottság 1913-ban sportpszichológiai kongresszust hívott össze Lausanne-ba. Azt remélte, hogy egy ilyen széles körű vitával újabb híveket szerezhet az olimpiai gondolatnak. Majd azt javasolta, hogy a játékok huszadik évfordulóját ugyancsak kongresszuson ünnepeljék meg Párizsban. Noha az évfordulóról Párizsban és Alexandriában megemlékeztek, a Berlinbe tervezett olimpia a háború miatt elmaradt. A Nemzetközi Olimpiai Bizottság székhelyét a semleges Svájcba tették át. Coubertin pedig, amikor bevonult katonának, a svájci Godefroy Blonayt kérte fel a NOB ügyeinek intézésére. A NOB 1917 februárjában körlevelet küldött széjjel, és ebben arra kérte a nemzeti szövetségeket, hogy újítsák meg Pierre de Coubertinnek 1917-ben lejáró elnöki megbízatását. A körlevél még egy indítványt is tartalmazott:
Az 1916. év eltelt anélkül, hogy a VI. olimpiára sor került volna abban az országban,
amely azt magára vállalta. A Nemzetközi Olimpiai Bizottság ezt a tényt tudomásul veszi,
 és emlékeztet arra, hogy egy olimpiát lehet meg nem tartani, de nem lehet elhalasztani.
 Ennek következtében a VI. olimpia nincs többé, és a már megállapított jelentkezések a VII.
 és a VIII. olimpiára megtartják érvényüket.
A VII. olimpiai játékok rendezési jogát 1914 júniusi ülésén előzetes szavazás alapján Budapest kapta. Amikor a háború után 1919 tavaszán Lausanne-ban ismét összeült a NOB, Lyon és Antwerpen közül a belga kikötőváros kapta a rendezést.
Ezen az ülésen döntött úgy a NOB, Pierre de Coubertin elnök minden erőfeszítése ellenére, hogy a központi hatalmak mint a világháború előidézőinek versenyzőit nem hívják meg az olimpiára.
A NOB döntése alapján Ausztria, Bulgária, Magyarország, Németország és Törökország sportolói nem vehettek részt a VII. olimpiai játékokon.

## Érdekességek
- A játékokon első alkalommal vonták fel az olimpiai lobogót, és hangzott el az ötkarikás eskü, amelyet a belga vízilabdázó, Victor Boin mondott.
- Oscar Swahn 73 évesen két érmet nyert - ő minden idők legidősebb ötkarikás érmese.
- A nyári olimpián itt szerepelt utoljára a jégkorong.

## Részt vevő nemzetek
Vastagítással kiemelve azok a nemzetek, amelyek első alkalommal vettek részt nyári olimpián.
- Ausztrália (AUS) (13 – 12 férfi, 1 nő)
- Argentína (ARG) (1 – 1 férfi)
- Belgium (BEL) (336 – 326 férfi, 10 nő)
- Brazília (BRA) (16 – 16 férfi)
- Chile (CHI) (2 – 2 férfi)
- Csehszlovákia (TCH) (119 – 118 férfi, 1 nő)
- Dánia (DEN) (154 – 150 férfi, 4 nő)
- Dél-afrikai Unió (RSA) (39 – 38 férfi, 1 nő)
- Egyesült Államok (USA) (288 – 274 férfi, 14 nő)
- Egyiptom (EGY) (18 – 18 férfi)
- Észtország (EST) (14 – 14 férfi)
- Finnország (FIN) (63 – 62 férfi, 1 nő)
- Franciaország (FRA) (304 – 296 férfi, 8 nő)
- Görögország (GRE) (47 – 47 férfi)
- Hollandia (NED) (130 – 129 férfi, 1 nő)
- India (IND) (5 – 5 férfi)
- Japán (JPN) (15 – 15 férfi)
- Jugoszlávia (YUG) (15 – 15 férfi)
- Kanada (CAN) (52 – 52 férfi)
- Luxemburg (LUX) (20 – 20 férfi)
- Monaco (MON) (4 – 4 férfi)
- Nagy-Britannia (GBR) (235 – 219 férfi, 16 nő)
- Norvégia (NOR) (194 – 188 férfi, 6 nő)
- Olaszország (ITA) (174 – 173 férfi, 1 nő)
- Portugália (POR) (13 – 13 férfi)
- Spanyolország (ESP) (58 – 58 férfi)
- Svájc (SUI) (77 – 77 férfi)
- Svédország (SWE) (260 – 247 férfi, 13 nő)
- Új-Zéland (NZL) (4 – 3 férfi, 1 nő)

## Olimpiai sportágak
| Versenyszámok az 1920. évi nyári olimpiai játékokon |        |        |        |        |        |       |          |
| Sportág, szakág                                     | Egyéni | Egyéni | Csapat | Csapat | Csapat | -     |          |
| Sportág, szakág                                     | férfi  | női    | férfi  | női    | vegyes | nyilt | összesen |
| atlétika                                            | 27     | 0      | 2      | 0      | 0      | 0     | 29       |
| birkózás                                            | 10     | 0      | 0      | 0      | 0      | 0     | 10       |
| evezés                                              | 1      | 0      | 4      | 0      | 0      | 0     | 5        |
| gyeplabda                                           | 0      | 0      | 1      | 0      | 0      | 0     | 1        |
| íjászat                                             | 5      | 0      | 5      | 0      | 0      | 0     | 10       |
| jégkorong                                           | 0      | 0      | 1      | 0      | 0      | 0     | 1        |
| kerékpározás                                        | 3      | 0      | 2      | 0      | 0      | 0     | 5        |
| kötélhúzás                                          | 0      | 0      | 1      | 0      | 0      | 0     | 1        |
| labdarúgás                                          | 0      | 0      | 1      | 0      | 0      | 0     | 1        |
| lovaglás                                            | 4      | 0      | 2      | 0      | 0      | 0     | 6        |
| műkorcsolya                                         | 1      | 1      | 0      | 0      | 1      | 0     | 3        |
| műugrás                                             | 3      | 2      | 0      | 0      | 0      | 0     | 5        |
| művészeti versenyek                                 | 0      | 0      | 0      | 0      | 0      | 5     | 5        |
| ökölvívás                                           | 8      | 0      | 0      | 0      | 0      | 0     | 8        |
| öttusa                                              | 1      | 0      | 0      | 0      | 0      | 0     | 1        |
| sportlövészet                                       | 10     | 0      | 11     | 0      | 0      | 0     | 21       |
| súlyemelés                                          | 5      | 0      | 0      | 0      | 0      | 0     | 5        |
| tenisz                                              | 1      | 1      | 1      | 1      | 1      | 0     | 5        |
| torna                                               | 1      | 0      | 3      | 0      | 0      | 0     | 4        |
| úszás                                               | 6      | 2      | 1      | 1      | 0      | 0     | 10       |
| vitorlázás                                          | 0      | 0      | 14     | 0      | 0      | 0     | 14       |
| vívás                                               | 3      | 0      | 3      | 0      | 0      | 0     | 6        |
| vízilabda                                           | 0      | 0      | 1      | 0      | 0      | 0     | 1        |
|                                                     |        |        |        |        |        |       |          |
| Összesen                                            | 89     | 6      | 53     | 2      | 2      | 5     | 157      |

## Éremtáblázat
(A táblázatban a rendező ország csapata eltérő háttérszínnel, az egyes számoszlopok legmagasabb értéke, vagy értékei vastagítással kiemelve.)
| Az 1920. évi nyári olimpiai játékok éremtáblázatának első tíz helyezettje | Az 1920. évi nyári olimpiai játékok éremtáblázatának első tíz helyezettje | Az 1920. évi nyári olimpiai játékok éremtáblázatának első tíz helyezettje | Az 1920. évi nyári olimpiai játékok éremtáblázatának első tíz helyezettje | Az 1920. évi nyári olimpiai játékok éremtáblázatának első tíz helyezettje | Olimpia  |
| ------------------------------------------------------------------------- | ------------------------------------------------------------------------- | ------------------------------------------------------------------------- | ------------------------------------------------------------------------- | ------------------------------------------------------------------------- | -------- |
|                                                                           | Ország                                                                    | Arany                                                                     | Ezüst                                                                     | Bronz                                                                     | Összesen |
| 1.                                                                        | Egyesült Államok (USA)                                                    | 41                                                                        | 27                                                                        | 27                                                                        | 95       |
| 2.                                                                        | Svédország (SWE)                                                          | 19                                                                        | 20                                                                        | 25                                                                        | 64       |
| 3.                                                                        | Nagy-Britannia (GBR)                                                      | 15                                                                        | 15                                                                        | 13                                                                        | 43       |
| 4.                                                                        | Finnország (FIN)                                                          | 15                                                                        | 10                                                                        | 9                                                                         | 34       |
| 5.                                                                        | Belgium (BEL)                                                             | 14                                                                        | 11                                                                        | 11                                                                        | 36       |
| 6.                                                                        | Norvégia (NOR)                                                            | 13                                                                        | 9                                                                         | 9                                                                         | 31       |
| 7.                                                                        | Olaszország (ITA)                                                         | 13                                                                        | 5                                                                         | 5                                                                         | 23       |
| 8.                                                                        | Franciaország (FRA)                                                       | 9                                                                         | 19                                                                        | 13                                                                        | 41       |
| 9.                                                                        | Hollandia (NED)                                                           | 4                                                                         | 2                                                                         | 5                                                                         | 11       |
| 10.                                                                       | Dánia (DEN)                                                               | 3                                                                         | 9                                                                         | 1                                                                         | 13       |
|                                                                           |                                                                           |                                                                           |                                                                           |                                                                           |          |
| Összesen                                                                  | Összesen                                                                  | 156                                                                       | 147                                                                       | 136                                                                       | 439      |